# Kościół św. Małgorzaty Dziewicy i Męczennicy w Leoncinie
Kościół świętej Małgorzaty Dziewicy i Męczennicy – rzymskokatolicki kościół parafialny należący do dekanatu kampinoskiego archidiecezji warszawskiej.
Jest to świątynia wzniesiona w latach 1881–1886 w stylu neogotyku nadwiślańskiego, według projektu Franciszka Braumana (według niektórych źródeł autorem projektu był Józef Pius Dziekoński). Na budowę 5 tysięcy rubli przekazał sam car Aleksander III Romanow, który w tym czasie był gościem w twierdzy modlińskiej. W dniu 20 czerwca 1886 roku kościół został konsekrowany przez biskupa Kazimierza Ruszkiewicza.
W czasie I wojny światowej budowla została uszkodzona (zostały wysadzone wieże), ale została odbudowana w dwudziestoleciu międzywojennym w dawnej formie (tylko wieże zostały obniżone).
Świątynia jest murowana z cegły, posiada dwie wieże i stromy szczyt pomiędzy nimi ozdobiony zegarem. Fasada jest ozdobiona uskokowymi skarpami i wysuniętą kruchtą z figurą Matki Bożej na szczycie. Wnętrze jest trzynawowe i posiada układ bazylikowy. W głównym ołtarzu znajduje się obraz przedstawiający patronkę – św. Małgorzatę poskramiającą smoka. Przy lewym filarze jest umieszczona ambona w formie łodzi.